# Messei
Messei – miejscowość i gmina we Francji, w regionie Normandia, w departamencie Orne.
Według danych na rok 1990 gminę zamieszkiwały 1964 osoby, a gęstość zaludnienia wynosiła 149 osób/km² (wśród 1815 gmin Dolnej Normandii Messei plasuje się na 99. miejscu pod względem liczby ludności, natomiast pod względem powierzchni na miejscu 314.).